# Luis Miguel Santibáñez García
Luis Miguel Santibáñez García (Huajuapan de León, Oaxaca, 1955) es un político mexicano, quien se graduó como Médico Cirujano por la Universidad Popular Autónoma del Estado de Puebla (UPAEP) en 1978 formando parte de la primera generación de Médicos Cirujanos graduados en dicha Universidad. 
Médico de Consulta Externa en el Hospital General de Zona 8 del IMSS en Córdoba, Veracruz y en el Instituto de Seguridad y Servicios Sociales de los Trabajadores al Servicio de los Poderes del Estado de Puebla (ISSSTEP). Colaboró como Coordinador de Salud en el Patronato Nacional de Extensión Educativa A.C., iniciativa financiada por la Fundación W.K. Kellogg para brindar capacitación en medicina preventiva para comunidades rurales de la Región Mixteca. Ha sido Presidente del Consejo de Administración de la Caja Popular Mexicana y Presidente de la Subdelegación Región Mixteca de la Cámara Nacional de la Industria de la Transformación (CANACINTRA).
Militó en el Partido Acción Nacional de 1988 a 2004. Dentro de ese partido ocupó cargos de candidato a síndico en 1992, candidato a diputado local en 1995 y a diputado federal en 1997 por su estado. Fue candidato a diputado federal por el PAN y Partido Verde Ecologista de México por el principio de Representación Proporcional al obtener el mayor número de votos en la Convención Estatal de delegados del PAN. 
Entre 2000 y 2003 fungió como diputado federal de la LVIII Legislatura de la Cámara de Diputados, donde fue miembro de las comisiones de Salud, Especial Encargada de Coadyuvar y dar Seguimiento a los Proyectos de Desarrollo Regional relacionados con la Región Sur-Sureste de México y Asuntos Indígenas, además de integrar el Grupo de Amistad con Marruecos. En su gestión, fue Presidente de la Subcomisión de Asuntos Indígenas para el Estado de Chiapas, encargada de supervisar la desmilitarización de la entidad, fruto del conflicto encabezado por el EZLN. En el plano internacional fue miembro del Parlamento Latinoamericano dentro de la Comisión de Deuda Social.
Presentó una iniciativa con proyecto de decreto que adiciona diversos artículos del otrora Código Federal de Instituciones y Procedimientos Electorales, donde propuso establecer como responsabilidad de los partidos políticos nacionales y del Instituto Federal Electoral, difundir en lenguas indígenas las plataformas políticas, las campañas de participación ciudadana y los programas de información partidista.
En 2004 fue candidato a la Presidencia Municipal de Huajuapan de León a través de una planilla ciudadana postulada por el Partido Verde Ecologista de México. De 2005 a 2007 fungió como Regidor de Ecología en el citado municipio, donde fue reconocida su posición de señalar actos de corrupción por parte del ayuntamiento emanado del PAN. Desde 2007 se retiró de la actividad política.
- Datos: Q5983967